# Società per l'Educazione Fisica Torres 1970-1971
Questa voce raccoglie le informazioni riguardanti la Società per l'Educazione Fisica Torres nelle competizioni ufficiali della stagione 1970-1971.

## Rosa
| N. |                   | Ruolo | Calciatore        |
| -- | ----------------- | ----- | ----------------- |
|    | Italia (bandiera) |       | Balsanti          |
|    | Italia (bandiera) | A     | Pietro Bigaran    |
|    | Italia (bandiera) | C     | Guaunario Cadeddu |
|    | Italia (bandiera) | A     | Vincenzo Camoglio |
|    | Italia (bandiera) | C     | Franco Caneo      |
|    | Italia (bandiera) |       | Chimenti          |
|    | Italia (bandiera) |       | Costa             |
|    | Italia (bandiera) | C     | Costanzo Dettori  |
|    | Italia (bandiera) | D     | Lorenzo Gavini    |
|    | Italia (bandiera) | D     | Silvano Gelli     |
|    | Italia (bandiera) | D     | Gianni Iseppon    |

| N. |                   | Ruolo | Calciatore      |
| -- | ----------------- | ----- | --------------- |
|    | Italia (bandiera) | C     | Eddy Mauro      |
|    | Italia (bandiera) | P     | Salvatore Matta |
|    | Italia (bandiera) | C     | Titti Miani     |
|    | Italia (bandiera) | A     | Paolo Morosi    |
|    | Italia (bandiera) | A     | Antonio Pani    |
|    | Italia (bandiera) | A     | Gesuino Pilo    |
|    | Italia (bandiera) | A     | Cesare Planetta |
|    | Italia (bandiera) | A     | Alberto Sassi   |
|    | Italia (bandiera) |       | Soddu           |
|    | Italia (bandiera) | A     | Rosario Sotgiu  |
|    | Italia (bandiera) |       | Tavernari       |